# Teoria da selecção clonal

Selecção clonal dos linfócitos: 1) Um hemocitoblasto sofre alterações genéticas de modo a produzir 2) linfócitos imaturos com vários receptores de antigénios diferentes. Aqueles que se ligam a 3) antigénios do tecido do próprio corpo são destruídos, enquanto que os restantes sofrem maturação para 4) linfócitos inactivos. A maior parte destes nunca irão encontrar um 5) antigénio estranho com quem emparelhar, mas os que o fazem são activados e 6) produzem vários clones de si próprios.

A hipótese da selecção clonal tornou-se o modelo universalmente aceite sobre a forma como o sistema imunitário responde a uma infecção e como determinados tipos de linfócito s B e T são seleccionados para a destruição de antigénios invasores específicos.

## História
Em 1954, o imunologista Niels Jerne avançou com uma hipótese que afirmava a existência de um vasto número de linfócitos no corpo antes mesmo de haver qualquer infecção. A entrada de um antigénio no corpo resultaria na selecção de apenas um tipo de linfócito que a si correspondesse e produzisse o respectivo anticorpo para destruir o antigénio. Esta selecção de apenas um tipo de linfócito resulta na sua clonagem ou reprodução intensiva por parte do corpo, de modo a garantir que existe um número suficiente de anticorpos que iniba e previna a infecção.
O imunologista Australiano Frank Macfarlane Burnet, em colaboração com David W. Talmage, viria a trabalhar neste modelo, e foi o primeiro a designá-lo por "teoria da Selecção clonal". Burnet explicou a memória imunológica como a clonagem de dois tipos de linfócitos. Um clone actua imediatamente no ataque à infecção, enquanto que o outro possui uma grande longevidade, permanecendo por muito tempo no sistema imunitário, o que leva à imunidade do corpo em relação a esse antigénio. Em 1958, Gustav Nossal e Joshua Lederberg demonstraram que uma célula B produz sempre apenas um anticorpo, facto que foi a primeira evidência histórica da teoria da selecção clonal.

## Teorias apoiadas na selecção clonal
Burnet e Peter Medawar trabalharam em conjunto na compreensão dos mecanismos de tolerância imunológica, um fenómeno explicado também pela selecção clonal. Isto representa a capacidade do organismo em tolerar a introdução de células sem que haja uma resposta imunitária desde que ocorra em estágios iniciais do desenvolvimento. Em 1959, Burnet propôs que perante determinadas circunstâncias, poderia ser transplantado com sucesso tecido em receptores externos. Este trabalho levou a uma muito mais profunda compreensão do sistema imunitário, e esteve na origem de avanços notáveis nos transplantes de tecido. Burnet e Medawar partilharam a atribuição do Prémio Nobel da medicina em 1960.
Em 1974 Niels Kaj Jerne propôs que o sistema imunitário teria um funcionamento análogo a uma rede, regulada através de interacções entre as partes variáveis dos linfócitos e das moléculas por eles segregadas. A teoria da rede imunológica assenta sobretudo no conceito de selecção clonal. Jerne seria galardoado com o Nobel da medicina em 1984.